# Królowie Eswatini

Sztandar króla Eswatini

Królowie Eswatini

## Najdawniejsi królowie i wodzowieludu Suazi(do 1745)
- Mkhulunkosi
- Qomizitha
- Sukuta
- Madlasomo
- Ndlovu
- Ngwekati
- Mawawa/Kuwawa
- Sidvwabasilutfuli
- Gebase
- Kunene
- Nkabingwe
- Madlabane
- Hhili
- Dulunga
- Dondobola
- Sihuba
- Mlangeni
- Msimudze
- Mbhondlo/Mbhoholo
- Tembe
- Sikhulumaloyo
- Langa Samuketi
- Nkomo
- Khabako
- 1355–1400 Nkosi I
- 1400–1435 Ngwane I
- 1435–1465 Dlamini I
  - 1465–1480 regencja
- 1480–1520 Mswati I
- 1520–1550 Ngwane II
  - 1550–1555 regencja
- 1555–1600 Dlamini II
- 1600–1640 Nkosi II
  - 1640–1645 regencja
- 1645–1680 Mavuso I
  - 1680–1685 regencja
- 1685–1715 Ludvonga I
  - 1715–1720 regencja
- 1720–1740 Dlamini III
- 1745–1780 Ngwane III (uważany za pierwszego króla nowożytnego Suazi)
  - 1780 LaYaka Ndwandwe (Indovukazi)
- 1780–1815 Ngvudgunye
  - 1815 Lomvula Mndzebele (Indovukazi)
- 1815–1839 Sobhuza I (Ngwane IV)
  - 1836–1840 Lojiba Simelane (Indovukazi)
- 1839–1865 Mswati II (Mavuso II) (syn)
- 1865–1874 Ludvonga II (syn)
  - 1868–1875 Tsandzile Ndwandwe (Indovukazi)
- 1874–1889 Mbandzeni (Dlamini IV) (brat)
  - 1889–1894 Tibati Nkambule (Indovukazi)
- 1889–1899 Bunu (Ngwane V) (syn, od 1894 protektorat RPA)
  - 1899–1921 Labotsibeni Mdluli (Gwamile) (Indovukazi, matka Bunu)
- 1921–1968 Sobhuza II (syn, w latach 1903–1968 pod protektoratem brytyjskim, następnie król niepodległego Suazi, PATRZ NIŻEJ)

## Królowie niepodległegoSuazi
2 września 1968 – niepodległość Suazi
| # | Imię                     |          | Lata życia               | Lata życia               | Czas rządów      | Czas rządów              | Rodzice                       |
| # | Imię                     | Urodzony | Zmarł                    | Od                       | Do               |                          | Rodzice                       |
| - | ------------------------ | -------- | ------------------------ | ------------------------ | ---------------- | ------------------------ | ----------------------------- |
| 1 | Sobhuza II               |          | 22 lipca 1899 Zombodze   | 21 sierpnia 1982 Mbabane | 2 września 1968  | 21 sierpnia 1982         | Ngwane V Bunu Lomawa Ndwandwe |
| – | Dzeliwe królowa-regentka |          | 1927                     | 2003                     | 21 sierpnia 1982 | 9 sierpnia 1983 Usunięta | –                             |
| – | Sozisa Dlamini regent    |          | 1912                     | 1992                     | 9 sierpnia 1983  | 18 sierpnia 1983         | –                             |
| – | Ntombi królowa-regentka  |          | 1950                     |                          | 18 sierpnia 1983 | 25 kwietnia 1986         | –                             |
| 2 | Ntombi                   |          | 1950                     |                          | 25 kwietnia 1986 |                          | –                             |
| 2 | Mswati III               |          | 19 kwietnia 1968 Manzini |                          | 25 kwietnia 1986 |                          | Sobhuza II Ntombi             |

## Tytuły
Oryginalnym tytułem królewskim w Suazi jest Ingwenyama (Lew Suazi). Natomiast tytuł Indovukazi (dosłownie Wielka Słonica) otrzymuje żona monarchy lub wdowa po panującym monarsze jako regentka. Odpowiada ona za kwestie religijne państwa. Tytuł można przetłumaczyć jako królowa matka, królowa wdowa czy też królowa seniorka. Obecnie nosi go królowa Ntombi. Indovukazi uważana jest za współpracującą monarchinię.